# Порт-де-Боннво
Порт-де-Боннво (фр. Porte-des-Bonnevaux) — муніципалітет у Франції, у регіоні Овернь-Рона-Альпи, департамент Ізер. Порт-де-Боннво утворено 1 січня 2019 року шляхом злиття муніципалітетів Арзе, Коммель, Нантуен i Семон. Адміністративним центром муніципалітету є Семон. Населення — 2071 особа (01.01.2021).